# 斯坦森 (喬治亞州)
斯坦森（英語：Statham）是一個位於美国喬治亞州巴羅縣的城市。

## 地理
斯坦森的座標為33°57′56″N 83°35′48″W / 33.96556°N 83.59667°W，而該地的平均海拔高度為272米（即892英尺）。

## 人口
根據2010年美國人口普查的數據，斯坦森的面積為9.20平方千米，當中陸地面積為9.10平方千米，而水域面積為0.10平方千米。當地共有人口2408人，而人口密度為每平方千米261人。